# Max Reimann
Max Reimann (31 de octubre de 1898 - 18 de enero de 1977) fue un político alemán del Partido Comunista de Alemania.

## Biografía
Reimann nació en Elbing, Prusia Occidental (hoy Polonia). Trabajó como remachador en los astilleros Schichau en 1912–16 y fue reclutado en el ejército alemán en la Primera Guerra Mundial . En 1913, se convirtió en miembro del Sindicato de Trabajadores Metalúrgicos de Alemania y de la Juventud Socialista de Trabajadores. En 1916 se unió a la Liga Espartaquista.
En 1918 fue condenado a un año de prisión por su participación en una manifestación contra la guerra en Elbing durante la Revolución alemana de 1918-1919. Después de su liberación, Reimann se mudó a Ahlen en 1920 para trabajar como minero, se unió a la Unión Alemana de Mineros del Carbón y se convirtió en un funcionario de tiempo completo del Partido Comunista de Alemania (KPD) en 1921. Reimann luchó contra la ocupación del Ruhr. En 1923 fue encarcelado por poco tiempo. A lo largo de la década de 1920, ocupó varios cargos dentro de la Oposición Sindical Revolucionaria (RGO), la unión comunista en el área del Ruhr.
Después de que los nazis tomaran el poder en Alemania en 1933 Reimann continuó su trabajo, ahora en la clandestinidad, y se convirtió en el jefe de la RGO en 1934. En 1935, Reimann fue delegado en el 7º Congreso de la Comintern en Moscú y más tarde trabajó para el KPD en su oficina extranjera en Praga. Después de la invasión alemana de Checoslovaquia en marzo de 1939, Reimann fue arrestado el 4 de abril de ese año y encarcelado en la prisión de Hamm, siendo posteriormente internado en el campo de concentración de Sachsenhausen.
Al terminar la Segunda Guerra Mundial, Reimann fue candidato de la organización del KPD occidental para formar parte del comité ejecutivo del Partido Socialista Unificado de Alemania (SED), pero tuvo que renunciar ya que las actividades del SED se limitaban a Alemania Oriental. En 1948, Reimann se convirtió en presidente del Partido Comunista en  Alemania Occidental.
Reimann fue miembro del Parlamento Regional de Renania del Norte-Westfalia entre 1946 y 1954.
Fue el jefe del grupo comunista en el Consejo Parlamentario y miembro del Bundestag entre 1949 y 1953. En 1954 se mudó a Alemania Oriental, pero continuó presidiendo el KPD de Alemania Occidental, que fue ilegalizado en 1956.
Reimann regresó a Alemania Occidental en 1968 y se convirtió en miembro del recién fundado Partido Comunista Alemán en 1971, siendo nombrado su presidente honorario.
Reimann murió en Düsseldorf.